# Iĉismo
Iĉismo es una propuesta de reforma al esperanto. La reforma buscaría cambiar únicamente el significado de las raíces masculinas por defecto (añadiendo -o, marca de sustantivo) que hay en el idioma. A menudo incluye otra reforma para crear un pronombre en tercera persona sin sexo indicado, solo para personas (generalmente ri). Hay que tener en cuenta que el iĉismo  no es una reforma aceptada por parte de la comunidad esperantista, debido a que esta cambiaría un idioma ya vivo (a partir de un proyecto), sin dejarlo evolucionar, y cambiando el significado de palabras tan frecuentes como padre, hijo, tío, señor, etc., algo que nunca ocurriría en otros idiomas vivos.

## Etimología
El nombre de este movimiento proviene de la raíz que se propone para denominar a algo de sexo masculino -iĉo, en esperanto se supone por defecto el sexo masculino para unas cuarenta raíces (sobre familia, nobleza, clero), si se desee especificar el sexo femenino a la palabra se le añade el sufijo -ino, o si se desea juntar a los dos sexos se usa el prefijo ge-. Pero el iĉismo  supone por defecto el sexo neutro en casi todas la raíces (salvo para femeninas como damo, matrono, amazono, gejŝo), debiendo especificar ambos sexos si se desea, para ello sigue utilizando el sufijo -ino de igual manera que en esperanto, pero para denotar el sexo masculino se emplea el nuevo sufijo -iĉo.
Por ejemplo: /patr/  en esperanto es la raíz para denotar al progenitor masculino directo en el caso biológico o al que hace de él en caso de adopciones o similares, es decir, al padre o madre, pero se toma por defecto el sexo masculino, siendo así que patro significa padre (papá, masculino); para indicar al progenitor femenino, es decir a la madre, se usa entonces el sufijo -ino en la raíz, de esta manera patrino significa madre. Para referirse a los dos padres sin distinguir en el sexo (ej: como cuando una profesora dice: "necesito ver a tus padres") se utiliza el prefijo ge-, entonces gepatroj significa "padres" (padre y madre al mismo tiempo). En el iĉismo patrino tiene el mismo significado que en el esperanto normal, sin embargo, patro de repente no significaría padre sino "progenitor" o "ancestro directo" de sexo neutro, en cambio patriĉo significaría padre (papá, masculino), de igual manera la palabra homóloga de gepatro seria patroj, ya que se supone patro como sexo neutro y al añadirle la "j" final la palabra se vuelve plural.

## Características Generales
- El sufijo -iĉ se usa de la misma manera que el sufijo -in y se usan para precisar el género, generalmente las palabras sin estos sufijos tienen sexo neutro.
- Las palabras masculinas stalono, taŭro, avo, edzo, filo, frato, kuzo, nepo, nevo, onklo, patro (caballo, toro, abuelo, esposo, hijo, hermano, primo, nieto, sobrino, tío, padre, respectivamente), ahora pasan a tener sexo neutro.
- Las palabras femeninas damo, matrono, amazono, gejŝo, furio, nimfo, sukubo, megero, muzo, almeo, madono, sireno (dama, matrina, amazona, geisha, furia, ninfa, súcubo, megera, musa…) no pasarían a tener sexo neutro.
- El sufijo ge- solo se usa en plural y también para referirse a ambos sexos, si el género no importa entonces no se usa el prefijo.

## Argumentos a favor
- el prefijo vir- no solo hace referencia a algo masculino, sino también a algo en edad adulta o ya desarrollado sexualmente, por lo que al usarlo para referirse a un muchacho no adolescente como virknabo o a un bebé refiriéndose como un virbebo, el término podría malentenderse.
- Así mismo, el término vir- es una raíz que no solo indica género masculino, sino que también se usa para referirse a la especie humana (viro = hombre), por lo que la palabra virbovo (bovo = bobino) tendría dos significados: uno, el de "bobino humano", es decir, Minotauro, y el otro el de "bobino macho", el toro. Usando el sufijo -iĉ esta ambigüedad no sucedería, siendo virbovo minotauro (aunque en esperanto existe una palabra específica para llamar a este ser mitológico, prácticamente igual a la del español, "minotaŭro") y boviĉo toro.
- Existiría un infijo paralelo a -in-, en lugar de utilizar el prefijo vir- o adjetivo vira o malina.
- Existen casos excepcionales de escritos que usan el sufijo -iĉ, como por ejemplo "Sur la linio" (Sobre la línea) de Jorge Camacho.[1]

## Contraargumentos
- Existen formas de usar el esperanto sin reformarlo, sin romper su evolución. La academia o hablantes podrían animar a los hablantes a usar nuevas raíces para las alrededor de 13 raíces masculinas más frecuentes. Permitiría que las anteriores vayan cayendo en desuso sin forzar un cambio de significado tan brusco con el esperanto anterior a la reforma.
- Tal reforma, si se consiguiese llevar a cabo, mostraría un idioma menos sexista para el occidente actual pero también una impresión de proyecto, idea, de lengua no seria para el mundo, con reformas que nunca se han visto en otros idiomas vivos.
- Frecuentemente los apoyos vienen de hablantes que empiezan a aprender el idioma. En el caso de vira knabo o vira bebo sería inconcebible pensar en un niño o bebé desarrollados sexualmente, se podría usar malina (contrario-femenino) en lugar de vira, como se observa en formularios de congresos, y si se diera el extraño caso se hablaría de seks-matura knabo (niño desarrollado sexualmente). Frecuentemente desconocen que la enorme mayoría de raíces para designar personas o animales son neutras, que las masculinas frecuentes no superan los 20, que existen raíces femeninas (y dos raíces masculinas kuz y edz vendrían de quitar -in- a los préstamos kuzin y edzin).
- Surge de una tendencia de la sociedad actual a lo "políticamente correcto" sin prestar atención al uso común y sin pretensión real a la igualdad, pues no reforma las raíces femeninas.
- No parece haber un claro consenso entre los que proponen la reforma en cuanto a qué raíces masculinas habría que reformar.
- El sufijo -iĉ va en contra del fundamento ya que cambia el significado de varias palabras, muchas de uso frecuente.
- El sonido -iĉ es fonéticamente muy semejante a -iĝ por lo que se puede confundir fácilmente.

## Alternativas
- Iĉismo moderado: el uso de -iĉ solo en raíces neutras.
- Incorporar raíces neutras y que las no neutras caigan en desuso.
- Uso preferente por vir-.
- Usar otras posibilidades ya existentes, por ejemplo, ino = mujer/chica, malino = hombre/chico (des-mujer), tiu = aquel, ĝi = ello.